# Haraszty Árpád
Haraszty Árpád  (Békés, 1907. március 15. – Debrecen, 1987. szeptember 1.) botanikus, egyetemi tanár, a biológiai tudományok kandidátusa.

## Élete
Édesapja, dr. Haraszty Sándor a békési Református Főgimnázium tanára volt. Elemi és középiskolai tanulmányait szülővárosában végezte.
Az Eötvös Kollégium tagjaként a Pázmány Péter Tudományegyetemen természetrajz-földrajz szakos középiskolai tanári oklevelet szerzett 1929-ben. Anatómiai és élettani vizsgálatok a Phragmitesen címmel írta doktori értekezését, amely 1931-ben jelent meg nyomtatásban.
1944-ben megnősült. Felesége, Péteri Nikola (Budapest, 1923. január 12.–Debrecen, 2003. május 10.) a Színháztörténeti Múzeum tudományos munkatársa, majd a debreceni Csokonai Színház művészeti főtitkára, a színház örökös tagja volt. Házasságukból három gyermekük született: Éva, Judit, Klára.

## Munkássága
Tanári pályafutását 1929-ben kezdte a Pázmány Péter Tudományegyetem Növényélettani, illetve Növényrendszertani Intézetében, tanársegédként. 1933 és 1947 között a budapesti Szent László és a Madách Imre Gimnáziumban, a Budapesti Középiskolai Tanárképző-Intézet Gyakorló Gimnáziumában, majd 1955-ig a budapesti Pedagógiai Főiskolán tanított. Az Eötvös Loránd Tudományegyetem Élet- és Földtudományi Kar Alkalmazott Növénytani Tanszék docense (1955–1957), a debreceni Kossuth Lajos Tudományegyetem Természettudományi Kar Növénytani Tanszék egyetemi tanára (1957–1977), közben a tanszék vezetője (1957–1972), a kar dékánja (1962–1965) volt. 1978-ban nyugállományba vonult, de továbbra is bejárt az egyetemre, és rendszeresen publikált.
Igazi hivatásának a tanári munkát tekintette. Vezetésével a tanszék egyik legeredményesebb korszakát élte, újraindította Debrecenben a biológustanár-képzést. Munkatársaival együtt vállalta a növénytan oktatásának korszerűsítését, új tankönyvek megjelentetését, jegyzetek írását.
1953-ban jelent meg a háború után az első egységes, magyar nyelvű főiskolai tankönyv, az általa szerkesztett és részben írt „Növénytan”. Tankönyveinek értékét minősíti azok többszöri kiadása. A „Növényszervezettan és növényélettan” című felsőoktatási tankönyvet legutóbb 2004-ben adta ki a Nemzeti Tankönyvkiadó.
Tudományos kutatásokat végzett a hazai barnaszén xylotomiai feldolgozásával kapcsolatban. Közreműködött a szegedi és a keszthelyi agrár-kutatóhelyek munkájában, a kender rosthozamának fokozására irányuló kísérletekben.
Az Élet és Tudomány című tudományos ismeretterjesztő folyóiratnak kezdettől (1948-tól) haláláig szerkesztőbizottsági tagja, 1957 és 1963 között a Tudományos Ismeretterjesztő Társulat (TIT) Biológiai Szakosztályának elnöke volt. Ismeretterjesztő cikkeivel, előadásaival a biológiai tudományok népszerűsítését szolgálta. A Kossuth Lajos Tudományegyetem Növénytani Tanszékének tudományos kiadványát (Acta Biologica Debrecina) 1962-től 1975-ig szerkesztette, a folyóiratban több publikációja is megjelent.
Tiszteletére – egyetemi szolgálatának 20. évfordulója alkalmából (1977-ben) – a debreceni egyetem emlékérmet adott ki, születésének centenáriumára (2007-ben) emléktáblát avatott az Egyetem Élettudományi Épületében; a Békési Öregdiákok Egyesülete pedig Békésen, a Szegedi Kis István Református Gimnáziumban állított emléktáblát 2011-ben.
Kiváló pedagógusi tevékenységéért számos kitüntetésben részesült. Megkapta az Oktatásügy Kiváló Dolgozója, a Szocialista Kultúráért, a Magyar Népköztársasági Érdemérem, a Szocialista Munkáért Érdemérem elismeréseket, az Apáczai Csere János-díjat, a Gorka Sándor-díjat és a Pro Universitate-t.

## Fő művei
- Természetismeret. Az általános biológia, növénytan és állattan vázlata. /Móczár László társszerzővel./ Budapest, 1948. Egyetemi Nyomda.
- Növénytan a középiskolák számára. /Hortobágyi Tibor, Tétényi Péter társszerzőkkel./ Budapest, 1950. Tankönyvkiadó.
- Növénytan a pedagógiai főiskolák számára /Soó Rezső, Hortobágyi Tibor, Kiss István, Uherkovich Gábor társszerzőkkel./ Budapest, 1953. Tankönyvkiadó.
- Növényszervezettan. Egyetemi egységes jegyzet. /Sárkány Sándor társszerzővel./ Budapest, 1973. Tankönyvkiadó.
- Növényszervezettan és növényélettan. Egyetemi és főiskolai tankönyv. /Hortobágyi Tibor, Fridvalszky Loránd, Kiss István, Pólya László társszerzőkkel./ Budapest, 1979. Tankönyvkiadó.
- Mikroszkópos növényanatómia. /Fridvalszky Loránd, Gracza Péter társszerzőkkel./ Budapest, 1982. Tankönyvkiadó.